# Papa-formiga-de-bando
Formigueirinho-de-pontas-brancas ou papa-formiga-de-bando (nome científico: Microrhopias quixensis) é uma espécie de pássaro pertencente à família dos tamnofilídeos. Pode ser encontrada do México ao Brasil. É o único representante do gênero Microrhopias.